# Rio Ficuri
O Rio Ficuri é um rio da Romênia, afluente do Bărbat, localizado no distrito de Hunedoara.